# Bezpośrednio programowalna macierz bramek

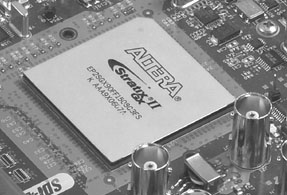
Układ programowalny Altera Stratix II GX FPGA

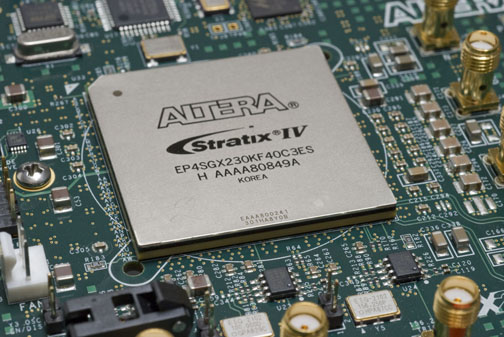
Układ programowalny Altera Stratix IV GX FPGA

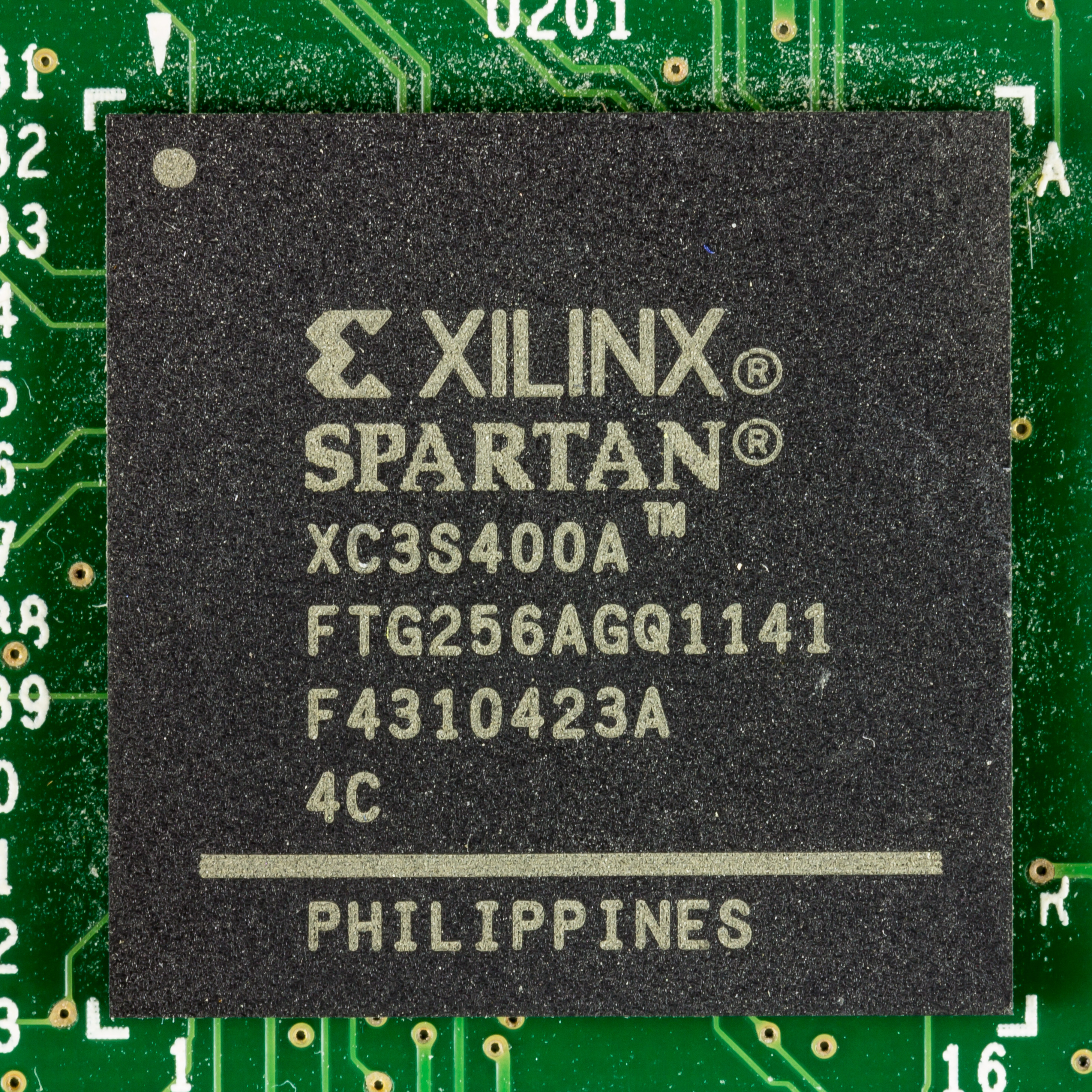
Układ programowalny Spartan firmy Xilinx

Bezpośrednio programowalna macierz bramek (od ang. field-programmable gate array, FPGA) – rodzaj programowalnego układu logicznego. Dla projektanta ma funkcjonalność taką samą jak specjalizowany układ scalony, jednak może być wielokrotnie programowany bez demontażu, po jego wytworzeniu i zainstalowaniu w urządzeniu docelowym. FPGA to jedna z dwóch rodzin programowalnych cyfrowych układów logicznych o dużym stopniu scalenia – drugą grupę stanowią układy CPLD (ang. complex programmable logic device) o nieco innej architekturze. Największymi dostawcami tego typu są firmy Altera i Xilinx, a także Actel, Atmel, Cypress, Lattice Semiconductor, QuickLogic.
Bezpośrednio programowalne macierze bramek są zazwyczaj wolniejsze od odpowiadających im specjalizowanych układów scalonych i pobierają więcej mocy. Mają natomiast wiele innych zalet takich jak krótszy czas projektowania, niższe koszty produkcji (dla małych serii). Ponadto istnieje obecnie możliwość wykonania tzw. hard copy FPGA, czyli układu scalonego o funkcjonalności takiej jak wgrany do FPGA projekt. Układ taki jest szybszy i pobiera mniej mocy.

Typowy element logiczny

Na ogół programowalne macierze bramek zawierają rozmieszczone matrycowo bloki logiczne CLB. Poszczególne bloki są łączone ze sobą za pośrednictwem linii traktów połączeniowych (routing channels) oraz programowalnych matryc kluczy połączeniowych umieszczonych w miejscu krzyżowania się traktów poziomych i pionowych. Na obrzeżach matrycy bloków logicznych znajdują się programowalne bloki IOB (wejściowo-wyjściowe). Struktury FPGA zawierają od 64 do dziesiątków tysięcy bloków logicznych o bardzo zróżnicowanej budowie. Bloki logiczne mogą być bardzo złożone, jest ich wówczas mniej w układzie lub względnie proste i jest ich wówczas więcej. Zazwyczaj złożone bloki logiczne zawierają dwie lub więcej pamięci RAM umożliwiających tworzenie tablic wartości funkcji LUT (Look-up Table) i dwa lub więcej przerzutników. W większości układów są to tablice czterowejściowe (pamięć RAM o pojemności 16 bitów). W układach o prostszej budowie, bloki logiczne zawierają zwykle dwuwejściowe układy generacji funkcji kombinacyjnych lub multipleksery czterowejściowe i, ewentualnie, przerzutniki.
Nowoczesne układy FPGA mają możliwość przeprogramowania „w locie” poprzez zastosowanie mechanizmu częściowej rekonfiguracji, co prowadzi do pomysłu rekonfigurowalnego komputera czy rekonfigurowalnego systemu – czyli układów, które mogą dostosować swoją strukturę tak by lepiej sprostać zadaniom, przed którymi stoją w danym momencie.
Układy FPGA używane są w cyfrowym przetwarzaniu sygnałów, lotnictwie i wojsku, w fazie prototypowej układów ASIC i w wielu innych dziedzinach. Np. układy FPGA firmy Xilinx z powodzeniem sprawdziły się w misji na Marsa zakończonej lądowaniem łazików Spirit i Opportunity.
Aby zdefiniować zachowanie układu FPGA używa się języka opisu sprzętu, jak Verilog lub VHDL. Następnie przy pomocy narzędzi syntezy generuje się listę połączeń, która potem w procesie implementacji jest odwzorowywana w konkretnym układzie. Należy zwrócić uwagę, że proces syntezy dopuszcza tworzenie układów logicznych dowolnych rozmiarów, podczas gdy proces implementacji jest próbą wpisania go do konkretnej programowalnej macierzy bramek, gdzie może zabraknąć zasobów do realizacji zadanej logiki. Do zaprogramowania FPGA służy plik binarny, który zawiera informacje o konfiguracji układu.
Układy rekonfigurowalne można podzielić ze względu na rodzaj technologii wykorzystywanej w celu pamiętania swojej konfiguracji:
- SRAM – bazuje na technologii pamięci statycznej, dlatego przy braku zasilania tracą swoją konfigurację
- EPROM – zazwyczaj programowalne tylko raz, ewentualnie można wykasować ich konfigurację przy pomocy promieniowania ultrafioletowego
- EEPROM – wielokrotnego użytku, zachowują swoją konfigurację przy braku zasilania
- FLASH – wielokrotnego użytku. Zazwyczaj komórki FLASH są mniejsze niż odpowiadające im komórki EEPROM, dlatego układy takie są tańsze do wyprodukowania.
- przepalenia (ang. fuse), udrożnienia (ang. anti-fuse) – programowalne tylko raz. Jest to stary typ technologiczny, ale nadal chętnie wykorzystywany przez wojsko z uwagi na wysoką odporność na impuls elektromagnetyczny z broni nuklearnej. W układach tego typu podczas programowania następuje „przepalenie” wybranych wewnętrznych rezystorów (typowo 300 Ω) połączeniowych, co skutkuje trwałością i nieodwracalnością zapisu układu.